# フランシスコ・デ・アシス・デ・ターヴォラ

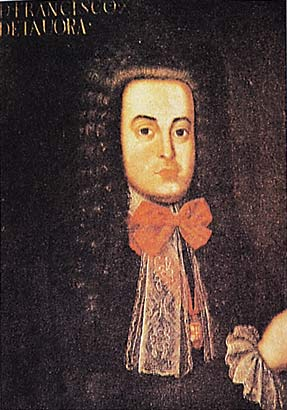
ターヴォラ侯爵、旧ブラジル国立博物館収蔵品

フランシスコ・デ・アシス・バルタザール・ジョゼ・アントニオ・ベルナルド・トマーシュ・ゴンサロ・デ・ターヴォラ（Francisco de Assis Baltazar José António Bernardo Tomás Gonçalo de Távora, 3.º Conde de Alvor, 1703年10月7日 - 1759年1月13日）は、ポルトガルの貴族、軍人、政治家。爵位は第3代アルヴォル伯爵だが、結婚を通じて得たターヴォラ侯爵（Marquês de Távora）の称で知られる。軍の最終階級は陸軍中将。ポルトガル領インド副王（在任1750 - 1754年）を務めた。宰相セバスティアン・デ・カルヴァーリョとの対立から、ジョゼ1世暗殺未遂の嫌疑で家族や関係者と共に逮捕・処刑され（ターヴォラ事件）、大貴族家門ターヴォラ家の廃絶を招いた。

## 生涯
第2代アルヴォル伯爵と、初代カダヴァル公爵の娘ジョアナ・デ・ロレーナ（1687年 - 1740年）の間の長男。1718年、本家筋の第2代ターヴォラ侯爵の嫡流の孫娘で、3歳年上の従姉にあたるレオノール・トマージア・デ・ロレーナ・イ・ターヴォラと結婚。1721年妻の祖父が死ぬと同時に、妻が第3代ターヴォラ侯爵、第6代サン・ジョアン・デ・パスケイラ伯爵、第9代モガドウロ領主などの爵位を相続するとともに、夫のフランシスコも妻の権利によって同様の爵位を名乗り、ターヴォラ家第19代当主となった。
軍人として順調に出世し、陸軍中将に昇った。1750年2月18日ジョアン5世王によりインド副王に任命され、同じくゴア大司教に任じられたアントニオ・タヴェイラ・ダ・ネイヴァ・ブルン・ダ・シウヴェイラとともにインドへ赴く。同年9月22日ゴアに到着、7月31日に崩御していたジョアン5世の追悼行事の挙行が、インド副王としての初仕事となった。副王在任中、水兵部隊を駆使してディーウ島を根城とする海賊たちや、友好関係を拒むスンダ列島の諸王たちと戦い、ゴアのインド領にポンダ、ザンバウリンを加えた。1754年9月18日付で副王を退任し、本国に帰った。
1758年9月3日、国王ジョゼ1世がリスボン郊外アジュダでお忍びで移動中、暗殺未遂事件に遭遇した。1755年のリスボン地震でリベイラ宮殿が倒壊しており、避難先で起こった出来事だった。王は愛人との逢瀬を楽しむための微行であり、護衛を付けていなかった。暗殺未遂犯は逮捕されて拷問を受け、ターヴォラ家からの暗殺依頼があったことを自白した。ターヴォラ家は1756年宰相に就任したセバスティアン・デ・カルヴァーリョと激しく対立しており、この事件はカルヴァーリョがターヴォラ家に反逆罪を汚名を着せて滅ぼす絶好の機会となった。女侯爵レオノールの聴罪司祭だったイエズス会士ガブリエーレ・マラグリーダも、この機に逮捕されて火刑となった。1759年1月13日、ターヴォラ侯爵は妻、2人の息子、娘婿、従者たち、そして共謀者と見なされた義弟の第8代アヴェイロ公爵らと共に処刑された（娘や孫たちは王妃の執り成しで助命された）。彼らの資産は没収され、名前は貴族名鑑から削除された。

## 子女
妻との間に13人の子をもうけたが、成人したのはうち4人だけだった（♰はターヴォラ事件で夫妻と共に処刑された人物）。
- マリアンナ・ライムンダ・ベルナルダ（1722年 - ?） - 第11代アトウギア伯爵ジェロニモ・デ・アタイデ（ポルトガル語版）♰と結婚
- ルイシュ・ベルナルド♰（1723年 - 1759年） - 第4代ターヴォラ侯爵、父方叔母のテレザ・デ・ターヴォラ・イ・ロレーナ（ジョゼ1世王の公妾）と結婚
- レオノール・トマージア（1729年 - 1790年） - 第2代アルロナ侯爵ジョアン・デ・アルメイダ・ポルトゥガルと結婚
- ジョゼ・マリア♰（1736年 - 1759年）

## 引用・脚注
1. ↑  Portuguese India: Viceroys (rulers.org)